# Jeanne d’Autremont
Jeanne Marie Nancy d’Autremont (* 23. Mai 1899 in Brest als Jeanne de Martel; † 4. November 1979 in Paris) war eine französische Schachspielerin.
Sie nahm an sechs französischen Schachmeisterschaften der Frauen teil. Dabei gewann sie jeweils 1928 und 1929 als Zweite hinter der Russin Paulette Schwartzmann und 1932 als geteilte Erste mit der Italienerin Alice Tonini den Titel der französischen Meisterin, der an die beste französische Staatsbürgerin bei der Meisterschaft vergeben wurde. Bei der Schachweltmeisterschaft der Frauen 1933 in Folkestone wurde sie Letzte.
Im Jahre 1926 heiratete sie Lucien Bridet d’Autremont in Paris.